# Johann Alexander Thiele
Johann Alexander Thiele (født 26. marts 1685 i Erfurt, død 22. maj 1752 i Dresden) var en tysk maler og raderer.
Thiele malede under blandt andre Christoph Ludwig Agricola, men uddannede sig for en del på egen hånd. Efter at have arbejdet for det Schwarzburg-Sondershausenske hof knyttedes han 1726 til det sachsiske og blev dets hofmaler 1747. Thieles landskabskunst — en mængde prospekter af sachsisk landskabsnatur, gadebilleder og arkitekturstykker — holder sig forholdsvis fri af de stærke nederlandske og franske strømninger i datidens tyske landskabsmaleri, er stemningsfuld og præget af personlig opfattelse.